# Dharana
Dharana (Sanskrit, धारणा, dhāraṇā, von dhri, unterstützen, tragen, halten) bedeutet Konzentration und ist im indischen Raja Yoga die 6. Stufe von Patanjalis achtgliedrigem Pfad. Die ersten fünf Stufen bereiten den Geist vor, stiller zu werden. In Dharana richtet der Übende seinen Geist auf einen Gegenstand aus (Yogasutra 3.1). Das kann ein Punkt im Körper sein, ein Mantra, die Atmung, etwas Transzendentales wie die Leere, ein Gott oder einer seiner Aspekte.
Im Gegensatz zur 7. Stufe, dem Dhyana (Meditation), ist Dharana mit willentlicher Anstrengung, bewusster Konzentration verbunden. Hält diese Konzentration ohne Abschweifen des Geistes an, entsteht ohne bewusstes Zutun Meditation. Dharana, Dhyana und Samadhi werden von Patanjali auch als Samyama („Sammlung“) bezeichnet.